# Ramakrishna Hegde
Ramakrishna Mahabaleshwar Hegde (Kannada:ರಾಮಕೃಷ್ಣ ಹೆಗಡೆ) (* 29. August 1926 in Siddapur Karnataka; † 12. Januar 2004 in Bangalore, Karnataka) war ein indischer Politiker.

## Biografie
Hegde nahm bereits als junger Mann am Kampf Indiens für die Souveränität teil und wurde 1942 wegen seiner Teilnahme an der „Quit India“-Bewegung in Haft genommen.
Nach der Unabhängigkeit Indiens wurde er später als Mitglied des Indischen Nationalkongresses 1957 erstmals zum Mitglied der Legislativversammlung (State Legislative Assembly) gewählt und bei den Wahlen 1962 und 1967 wiedergewählt. Nach einer Tätigkeit als Stellvertretender Minister gehörte er als Minister den Regierungen der Chief Minister von Karnataka Siddhavvanahalli Nijalingappa und Veerendra Patil an und war in deren Kabinetten zwischen 1962 und 1971 Minister für Jugend, Wohlfahrt und Sport, Zusammenarbeit, Industrien, Planung, Panchayati Raj, Entwicklung, Information und Werbung, Zoll und Finanzen.
Nach der Aufsplittung der Partei 1969 folgte er seinem Mentor Nijalingappa in den Indian National Congress (Organisation). 1972 wurde er Mitglied des Legislativrates (State’s Legislative Council) von Karnataka und war in diesem bis 1978 Führer der Opposition. In dieser Zeit gehörte er auch zu den Politikern, die sich maßgeblich für eine Vereinigung der Oppositionsparteien und die Gründung der Janata Party 1977 einsetzten. 1978 wurde er dann zum Abgeordneten des Oberhauses (Rajya Sabha) gewählt und vertrat in diesem bis 1983 die Interessen Karnatakas.
1983 wurde er wiederum zum Mitglied der Legislativversammlung Karnatakas gewählt und sowohl 1985 als auch 1989 wiedergewählt.
Am 10. Januar 1983 wurde er schließlich selbst Chief Minister von Karnataka und war der erste Premierminister des Bundesstaates, der nicht (mehr) der Kongresspartei angehörte. In seiner Amtszeit setzte er sich insbesondere für eine Fortentwicklung des lokalen Panchayati-Raj-Systems ein. 1988 musste er jedoch zurücktreten.
Anschließend wurde er Mitglied der von der Janata Party abgetrennten Janata Dal und wurde von deren Vorsitzenden und Premierminister V. P. Singh im Dezember 1989 zum Stellvertretenden Vorsitzenden der Nationalen Planungskommission berufen. Dieses Amt behielt er bis zum Ende von Singhs Amtszeit im November 1990.
1996 bewarb er sich als Kandidat der Janata Dal für das Amt des Premierministers, unterlag jedoch bei den parteiinternen Nominierungen dem späteren Premierminister H. D. Deve Gowda. Aus diesem Grund trat er aus der Janata Dal aus und gründete stattdessen 1997 die Lok Shakti Party, die nach den Wahlen 1998 eine Koalition mit der Bharatiya Janata Party bildete.
In der von Premierminister Atal Bihari Vajpayee am 19. März 1998 gebildeten Koalitionsregierung wurde er daraufhin zum Minister für Handel und Industrie berufen.